# ヴェルノンヴィリエ
ヴェルノンヴィリエ（仏: Vernonvilliers）は、フランスのグラン・テスト地域圏、オーブ県に属するコミューン。

## 行政
- 首長 - フィリップ・マカリー（Philippe Macary）

議会の定数は首長も含め9。

## 地理
県都トロアから東に45kmほど離れた、県東部の田園地帯に位置する。市街のほとんどの建物は褐色屋根をしている。北東でフュリニーと、南東でレヴィニーと、西でエクランスと、北西でラ・シェーズとそれぞれ接する。最寄駅は9.3kmほど離れたバール＝シュル＝オーブ駅、最寄の空港は63kmほどの距離があるヴァトリー空港。

## 人口の推移[1]
| 1962年 | 1968年 | 1975年 | 1982年 | 1990年 | 1999年 | 2006年 | 2007年 |
| ------ | ------ | ------ | ------ | ------ | ------ | ------ | ------ |
| 93     | 93     | 86     | 77     | 87     | 87     | 84     | 84     |